# Anton Kogler (Skilangläufer)
Anton Kogler (* 2. Mai 1939 in Rottenmann) ist ein ehemaliger österreichischer Skilangläufer.
Kogler belegte bei den Nordischen Skiweltmeisterschaften 1962 in Zakopane den 43. Platz über 15 km und den 14. Rang mit der Staffel. Bei seiner einzigen Teilnahme an Olympischen Winterspielen im Februar 1964 in Innsbruck kam er auf den 53. Platz über 15 km und zusammen mit Günther Rieger, Hansjörg Farbmacher und  Andreas Janc auf den 11. Rang in der Staffel.